# Александровка (Каланчакская поселковая община)
Алекса́ндровка (укр. Олекса́ндрівка) — село в Каланчакской поселковой общине Скадовского района Херсонской области Украины.
Население по переписи 2001 года составляло 1075 человек. Почтовый индекс — 75840. Телефонный код — 5530. Код КОАТУУ — 6523281101.

## Местный совет
75840, Херсонская обл., Каланчакский р-н, с. Александровка, ул. Советская, 4